# Рау, Мило
Мило Рау (нем. Milo Rau, род. 25 января 1977 года в Берне) — швейцарский театральный режиссёр и драматург.

## Биография
Рау изучал социологию и литературу в университетах Цюриха, Берлина и Парижа. В 2001 году Рау поселился в Берлине и тогда же стал постоянным корреспондентом ведущей швейцарской газеты Neue Zürcher Zeitung (NZZ). Одновременно он начал сотрудничать как драматург и режиссёр с различными немецкими театрами. В 2007 году Рау уволился из NZZ, по его словам, после того, как несколько постановок были разгромлены театральными обозревателями газеты.
Рау основал собственную театральную компанию «Международный институт политического убийства» (International Institute of Political Murder, IIPM). Первой постановкой IIPM стали «Последние дни Чаушеску» (2009): Рау, следуя сохранившейся киносъёмке суда над Николае и Еленой Чаушеску, переработал процесс в пьесу, которую разыгрывал его вместе с румынскими актёрами. Театральная постановка дополнялась архивными исследованиями и съёмкой фильма.
В 2009 году Рау поставил спектакль «Радио ненависти», представлявший собой реконструкцию часа вещания «Радио тысячи холмов», радиостанции, печально известной своей ролью в геноциде народности тутси в Руанде и прямыми призывами к убийства прямо во время радиопередач. «Радио ненависти», рассказывающее о массовых убийствах спокойными голосами ведущих в прозрачной студии, попало в программы ведущих европейских смотров «Театртреффен» (Берлин) и Авиньонского фестиваля.
В спектакле «Московские процессы», который в течение трех дней в марте 2013 года игрался в московском Сахаровском центре, Рау реконструировал проходившие в России громкие судебные процессы, в которых обвиняемые принадлежали к современному искусству: суды над организаторами выставки «Осторожно, религия!», организаторами выставки «Запретное искусство» и над участницами группы Pussy Riot. Обвинителем выступал журналист Максим Шевченко, защиту представляла искусствовед Екатерина Дёготь. Спектакль прерывался сотрудниками Федеральной миграционной службы, которые проверяли разрешение на трудовую деятельность режиссёра, и казаками. В том же году Рау получил запрет на въезд в Россию, по его мнению, это была реакция российских властей на постановку «Московских процессов».
С 2016 года Рау сотрудничает с берлинским театром «Шаубюне ам Ленинер Плац». Спектакль «Сострадание. История одного оружия» написан для двух актрис: белой сотрудницы НКО (роль исполнила Урсина Ларди), по определению режиссёра, «самовлюбленной расистки», у которой «были благие намерения, но в итоге она совершает дурные поступки. И в конце она осознает свою вину в том, что происходит, и понимает, что нет никакой Африки, а есть просто единый мир, в котором мы все живем», и уроженки Бурунди Консолате Сипериус, реальной свидетельницы геноцида в своей стране". К столетнему юбилею Октябрьской революции Рау поставил в «Шаубюне» спектакль «ЛЕНИН» о последних днях жизни основателя советского государства; заглавную роль также исполнила Ларди.
В 2018 году Рау был назначен художественным руководителем городского театра Гента. 1 мая 2018 на сайте театра был опубликован манифест из 10 пунктов. Согласно первому пункту, театр должен не отражать, а преображать мир. Остальные пункты требовали, в частности, что постановки не должны быть адаптациями классики, что в каждом спектакле должны быть заняты не менее двух непрофессиональных актёров, и что по крайней мере один спектакль за сезон должен репетироваться или ставиться в зоне военного конфликта.

## Список постановок
- 2009 — Последние дни Чаушеску (Театр Одеон, Бухарест / Хеббель ам Уфер, Берлин)
- 2011 — Радио ненависти (Кунстхаус Брегенц, Брегенц / Мемориальный центр геноцида, Кигали / Хеббель ам Уфер, Берлин)
- 2012 — Декларация Брейвика (Немецкий национальный театр, Веймар / Театрдискаунтер, Берлин)
- 2013 — Московские процессы (Сахаровский центр, Москва / Немецкий национальный театр, Веймар / Городской театр, Берн)
- 2013 — Цюрихские процессы (Театр Ам Ноймарк, Цюрих)
- 2014 — Гражданские войны (Берсшоубург, Брюссель / Театерспектакель, Цюрих)
- 2015 — Тёмные времена (Резиденцтеатр, Мюнхен)
- 2015 — Трибунал по Конго (Софиензале, Берлин)
- 2016 — Сострадание. История одного оружия (Шаубюне ам Ленинер Плац, Берлин)
- 2016 — Пять лёгких пьес (Кампо, Гент)
- 2016 — Империя (Театерспектакель, Цюрих / Шаубюне ам Ленинер Плац, Берлин)
- 2017 — 120 дней Содома (Драматический театр, Цюрих)
- 2017 — ЛЕНИН (Шаубюне ам Ленинер Плац, Берлин)
- 2018 — Реприза. История театра (Городской театр, Гент)
- 2018 — Гентский алтарь (Городской театр, Гент)
- 2019 — Орест в Мосуле (Городской театр, Гент)